# خط لوله اول سراسری گاز ایران
خط لوله اول سراسری گاز ایران (انگلیسی: Kazi Magomed–Astara–Abadan pipeline) خط لوله اول از خطوط لوله سراسری انتقال گاز طبیعی در ایران (IGAT) است که از چاه‌های مارون آغاجاری و اهواز به پالایشگاه بیدبلند در بهبهان آغاز شده و پس از عبور از آستارا، تا شهر حاجی‌قابول در کشور جمهوری آذربایجان با قطر ۴۲ اینچ و فشار ۱۰۰۰ پوند بر اینچ مربع امتداد می‌یابد.

## تاریخچه
خط‌لوله در سال ۱۹۶۵ میان ایران و شوروی مورد توافق قرار گرفت و در اکتبر ۱۹۷۰ در آستارا توسط محمدرضا پهلوی و نیکلای پادگورنی، رئیس هیئت‌رئیسه شوروی افتتاح شد. میان ۱۹۷۰ تا ۱۹۷۹، گاز طبیعی جمهوری‌های قفقاز جنوبی شوروی توسط این خط‌لوله تأمین گردید. در ازای آن شوروی متعهد شد که ذوب‌آهن اصفهان را احداث نماید و فناوری ماشین‌سازی صنایع سنگین را به ایران منتقل نماید که خود به تأسیس ماشین‌سازی اراک منجر شد. پس از انقلاب اسلامی، تأمین گاز توسط ایران متوقف گشت.

در سال ۲۰۰۶، جمهوری آذربابجان یک قرارداد سوآپ با ایران بست تا از طریق خط‌لوله باکو-آستارا گاز ایران را تأمین کند، درحالی‌که ایران موظف به تأمین گاز نخجوان باشد. در یازدهم نوامبر ۲۰۰۹، شرکت ملی نفت جمهوری آذربایجان (سوکار) و شرکت ملی گاز ایران یادداشتی را امضا نمودند که بنابر آن، سوکار گاز طبیعی را از سال ۲۰۱۰ به میزان ۵۰۰ میلیون مترمکعب در سال تأمین خواهد کرد.

تاسیسات اندازه‌گیری گاز آستارا